# Minamiawaji
Minamiawaji (Japans: 南あわじ市, Minamiawaji-shi) is een stad in de prefectuur Hyogo, Japan. Begin 2014 telde de stad 48.175 inwoners. De stad ligt op het eiland Awaji.

## Geschiedenis
Op 11 januari 2005 werd Minamiawaji benoemd tot stad (shi). De stad ontstond die dag door het samenvoegen van de gemeenten Mihara (三原町), Midori (緑町), Nandan (南淡町) en Seidan (西淡町).
Steden:
Aioi · Akashi · Ako · Amagasaki · Asago · Ashiya · Awaji · Himeji · Itami · Kakogawa · Kasai · Kato · Kawanishi · Kobe (hoofdstad) · Miki · Minamiawaji · Nishinomiya · Nishiwaki · Ono · Sanda · Sasayama · Shiso · Sumoto · Takarazuka · Takasago · Tamba · Tatsuno · Toyooka · Yabu

Districten:
Ako · Ibo · Kako · Kanzaki · Kawabe · Mikata · Sayo · Taka
Gemeenten per district